# Anton Weil
Anton Weil (* 1989 in Berlin) ist ein deutscher Schauspieler und Musiker.

## Leben
Weil, der in Berlin-Kreuzberg aufwuchs, wollte schon frühzeitig Schauspieler werden. Sein Interesse an der Gestaltung von Rollen wurde in ihm bereits in seiner Kindheit geweckt, als ihn sein Onkel, ein Oldtimerrestaurateur in Mexiko, das erste Mal heimlich mit ins Kino nahm und er den Film Taxi Driver sah. Während seiner Schulzeit begann er mit Darstellendem Spiel und wirkte in einer Jugendtheatergruppe mit. Von 2007 bis 2010 spielte er bei der Theatergruppe „Departure“ im Berliner Jugendtheater „Theater Strahl“. In Berlin machte er auch sein Abitur und nahm sich anschließend eine einjährige Auszeit.
Von 2010 bis 2014 absolvierte er sein Schauspielstudium an der Berliner Universität der Künste. Während seines Studiums hatte er Theaterauftritte am Maxim Gorki Theater Berlin (2011), am bat-Studiotheater (2012/2013) und am Hans Otto Theater in Potsdam (2013). 2014 gastierte er am Hamburger Schauspielhaus in der Uraufführung von Die Ballade vom Fliegenden Holländer (Spielfassung von Sebastian Baumgarten und Jörg Bochow). In der Spielzeit 2015/16 trat er am Vorarlberger Landestheater als Feuerwehrhauptmann im Ionesco-Stück Die kahle Sängerin auf. Er hatte weitere Theaterengagements, u. a. am Ballhaus Ost (2014–2015), beim Theaterdiscounter Berlin (2015–2016), am Hamburger Lichthof Theater (2015–2016) und an der Neuköllner Oper (2016/2017; in dem Musical Affe, einer Inszenierung des Albums Stadtaffe von Peter Fox). 2015 gastierte er beim Körber-Studio des Thalia Theaters mit Société Des Amis – Tindermatch im Oderbruch (Regie: Jan Koslowski).
Weil wirkte in mehreren Kino- und Fernsehproduktionen (ARD, ZDF, arte) mit. Seine Filmkarriere begann er mit Kurzfilmen (u. a. von der Deutschen Film- und Fernsehakademie Berlin). International war er in der schwedischen Mini-Serie Der vierte Mann (En annan tid, ett annat liv) zu sehen. Er hatte bisher u. a. Episodenrollen in SOKO Leipzig (2015; als Tatverdächtiger Jonas Pfeiler, der an einer Entführung beteiligt sein soll) und Schuld nach Ferdinand von Schirach (2017, als Kriminalkommissar Lang). In dem Fernsehfilm Chaos-Queens: Die Braut sagt leider nein (nach Motiven des Romans von Kerstin Gier), der im April 2017 im Rahmen der ZDF-„Herzkino“-Reihe erstausgestrahlt wurde, hatte er eine Nebenrolle als junger Apotheker, der der Braut (Adina Vetter) Schwangerschaftstests und Isodrinks verkaufen soll. Im Oktober 2017 war er in der ARD-Fernsehserie In aller Freundschaft – Die jungen Ärzte in einer Episodenhauptrolle zu sehen; er spielte den „charmanten“ Hospitanten und Nachwuchsmediziner Moritz Gadow, einen Studienkollegen der Serienfigur Benjamin „Ben“ Ahlbeck (Philipp Danne), der sich als Hochstapler ohne abgeschlossenes Medizinstudium erweist. In der ab November 2017 erstausgestrahlten neuen ARD-Krimireihe Der Barcelona-Krimi übernahm Weil die Nebenrolle von Joan Morales; er spielt den wesentlich älteren und vorbestraften Lover der minderjährigen Tochter der Polizeiermittlerin Fina Valent (Anne Schäfer). In der ARD-Krimireihe Der Lissabon-Krimi, die im April 2018 erstausgestrahlt wurde, hatte Weil eine Nebenrolle; er spielte Diogo Amaya, einen Laboranten im Städtischen Krankenhaus und den Cousin der weiblichen Hauptfigur, der Rechtsanwältin und Ermittlerin Marcia Amaya (Vidina Popov). In der 9. Staffel der ZDF-Serie Letzte Spur Berlin (2020) übernahm Weil eine der Episodenrollen als tatverdächtiger, mit seiner häuslichen Situation überforderter Polizeiermittler Phil Miklos. In der 3. Staffel der ZDF-Serie SOKO Potsdam (2021) hatte Weil eine Episodenhauptrolle als polizeibekannter, tatverdächtiger Betreiber eines Escortservice. In dem Fernsehzweiteiler Lost in Fuseta – Ein Krimi aus Portugal (2022), der Auftaktfolge der im September 2022 neu platzierten ARD-Degeto-Krimireihe, war er in der Rolle des portugiesischen Kommissars Miguel Duarte zu sehen. Seit der 23. Staffel der ZDF-Serie SOKO Leipzig (2022) spielt Weil in mehreren Folgen den Tänzer Rico Wittmann und neuen Freund der Kriminalkommissarin Kim Nowak (Amy Mußul).
Anton Weil ist außerdem als Sprecher bei Hörspielen aktiv, u. a. in Projekten für das Deutschlandradio, den WDR und das rbb Kulturradio. Als Sänger, Texter und Musiker tritt Weil außerdem im Retro-Stil als Kunstfigur „Toni Steil“ auf. Seit 2021 veröffentlicht er aber auch unter seinen Nachnamen als WEIL Musik. Sein erstes Album hieß GROLL.
Weil lebt (Stand: Oktober 2017) in einer Wohngemeinschaft in Berlin und Lissabon. Er ist Anhänger und Fan von Eintracht Frankfurt.

## Filmografie (Auswahl)
- 2010: Almut (Kurzfilm, dffb)
- 2012: Ich habe geträumt, dass Berlin brennt (Kurzfilm, dffb)
- 2014: Der vierte Mann (En annan tid, ett annat liv, Fernsehserie, zwei Folgen)
- 2015: SOKO Leipzig (Fernsehserie, Folgen Wem gehört die Stadt)
- 2016: Seitenwechsel (Kinofilm)
- 2016: Fucking Berlin (Kinofilm)
- 2017: You Wanted to Be a Poem (Kurzfilm)
- 2017: Chaos-Queens: Die Braut sagt leider nein (Fernsehfilm)
- 2017: Schuld nach Ferdinand von Schirach (Fernsehserie, Folge Das Cello)
- 2017: In aller Freundschaft – Die jungen Ärzte (Fernsehserie, Folge Unter falschen Voraussetzungen)
- 2017: Der Barcelona-Krimi: Über Wasser halten (Fernsehreihe)
- 2017: Der Barcelona-Krimi: Tod aus der Tiefe (Fernsehreihe)
- 2018:  Dogs of Berlin (Netflix-Serie)
- 2018: Just Push Abuba (Fernsehserie)
- 2018: Der Lissabon-Krimi: Der Tote in der Brandung (Fernsehreihe)
- 2018: Spielmacher (Kinofilm)
- 2020: Letzte Spur Berlin (Fernsehserie, Folge Anrufe)
- 2020: Polizeiruf 110: Der Tag wird kommen (Fernsehreihe)
- 2021: SOKO Potsdam (Fernsehserie, Folge Irina)
- 2021: Sprung ins kalte Wasser (The Man with the Answers)
- 2021: Kitz (Fernsehserie)
- 2021: Schneller als die Angst (Fernsehserie)
- 2022: Ein starkes Team: Die letzte Runde (Fernsehreihe)
- 2022: Lost in Fuseta – Ein Krimi aus Portugal (Fernsehreihe)
- 2022, 2023, 2024, 2025: SOKO Leipzig (Fernsehserie, Folgen Der Zeuge, Der rote Punkt, Traumtänzer, Wenn du schläfst, Die Ansage, Die Entscheidung, All-in, Um ein Haar, Blutlinie)
- 2024: Krzyk – Losing Control
- 2024: Lost in Fuseta – Spur der Schatten (Fernsehreihe)
- 2024: Ein Fall für Zwei (Fernsehserie, Folge Showbizz)
- 2025: Schwesterherz

## Hörspiele (Auswahl)
- 2016: Jenny Jannowitz von Michel Decar, DLF
- 2016: Auerhaus von Bov Bjerg, rbb
- 2021: 60 Quadratmeter Hass von Juri Sternburg, DLF
- 2023: DESIRE. Über Sex, Arbeit und queeres Begehren (6-teilige Serie) von Tia Morgen, WDR[18]